# Renault 3
Pour les articles homonymes, voir R3.
La Renault 3 est une version légèrement moins chère de la Renault 4, produite en 1961 et 1962. Ce modèle a pour rôle de proposer une offre similaire à la Citroën 2 CV, un véhicule purement utilitaire à destination des entreprises et administrations, et une possibilité d'accès à l'automobile pour les personnes aux revenus les plus faibles, en milieu rural en particulier. La Renault 3 est un modèle qui n'a pas séduit les consommateurs, par son faible rapport qualité/puissance/prix. Le véhicule a été surnommé par la suite « le vilain petit canard » (voir 4L Magazine n° 2) par les rares personnes qui n'ont pas oublié sa courte existence. Elle est produite à 2 526 exemplaires en tout, et sa vocation utilitaire a fait que ses rares propriétaires ne l'ont pas ménagée ni sauvegardée, ce qui la rend très rare et recherchée des collectionneurs de nos jours.
La Renault R3 est désignée ainsi parce qu'elle est équipée d'un moteur de trois chevaux fiscaux ; la Renault R4 quant à elle a un moteur de quatre chevaux fiscaux.

## Caractéristiques spécifiques
Sa présentation générale est strictement et rigoureusement identique à la Renault 4, comme le mentionne l'Auto-Journal dans son édition du 11 mai 1962, dans laquelle on peut lire, dans la rubrique « Carrosserie et habitabilité », les mots suivants : 
« Absolument aucun changement ne peut être constaté en ce domaine par rapport à la R-4 standard de notre précédent essai. »
Son « moteur Billancourt » est un 603 cm3 (4 cylindres, alésage 49 mm course 80 mm) couplé à une boîte de vitesses de trois rapports spécifique au modèle, car ayant un couple conique plus court. (R4-4L : 747 cm3). Elle était équipée, comme la Renault 4, de manière très basique, sans ventilateur électrique pour envoyer l'air chaud dans l'habitacle, ni chromes, ni garnitures de portes (le toit bénéficiait cependant d'une petite garniture en vinyle en son centre), et avait un volant métal-bakélite à trois branches, issu de la section Renault Agriculture.
Les autres modèles présents dans la gamme à la même époque étaient la « Renault 4 » (présentation identique mais avec un moteur plus puissant) la « 4L » plus luxueuse (le modèle « TL » est apparu bien plus tard), la Fourgonnette, et une « R4 Super », plus puissante apparue quelques mois plus tard, avec le hayon en deux parties, ouverture vitrée vers le haut et tôlée descendant vers le bas et une lunette arrière plus grande.
Il semblerait que la R3 n'ait été livrée qu'en gris (trois nuances successives : Gris Olivier 610, Gris Pyramide 635 et Gris Templier 618, les trois étant des gris mat plus ou moins clairs, le changement de couleur étant sans doute fait en fonction des stocks disponibles).